# Bohuslav Matej Cernohorski
Bohuslav Matěj Černohorský, češki baročni skladatelj, * 16. februar 1684, Nymburk, † 1. julij 1742, Graz.